# محمدحسین (نام)
محمدحسین مرکب از دو نام محمد و حسین از نام‌های مردانه است. این صفحه افرادی با این نام را فهرست می‌کند:
- سید محمدحسین طباطبایی مفسر قرآن، عارف، فیلسوف و حکیم الهی شیعه‌مذهب
- سید محمدحسین حسینی تهرانی از حکما و عرفای شیعی
- محمدحسین کاشف‌الغطاء
- محمدحسین غروی اصفهانی
- محمدحسین فضل‌الله از مراجع تقلید سابق شیعه در لبنان
- محمدحسین نائینی
- محمدحسین فاضل تونی فقیه و استاد منطق، فلسفه و ادبیات عرب
- محمدحسین فشارکی مجتهد اصولی و از علمای اصفهان
- محمدحسین نجفی
- محمدحسین باغی گوینده، صداپیشه و دوبلور ایرانی
- محمدحسین رجبی مورخ و پژوهشگر تاریخ اسلام
- محمدحسین بهجتی اردکانی روحانی شیعه و شاعر
- محمدحسین فهمیده نوجوان کشته‌شده در جنگ ایران و عراق
- محمدحسین صدر اصفهانی
- محمدحسین فرهنگی نماینده مردم تبریز در مجلس شورای اسلامی
- محمدحسین صفار هرندی سیاستمدار و روزنامه‌نگار ایرانی متمایل به ائتلاف اصولگرایان
- محمدحسین حسین‌زاده بحرینی اقتصاددان و سیست‌مدار
- محمدحسین فروزان‌مهر سیاست‌مدار
- سید محمدحسین مبین پزشک، نویسنده و شاعر اهل تبریز
- محمدحسین کازرونی
- محمدحسین مهدوی
- محمدحسین ملک‌زادگان
- سید محمدحسین شهریار شاعر ایرانی سده چهاردهم هجری شمسی با اشعاری به زبان‌های فارسی و ترکی
- محمدحسین سیفی قزوینیخوشنویس ایرانی
- محمدحسین تبریزی خوشنویس
- محمدحسین بن خلف تبریزی
- محمدحسین امین‌الضرب از رجال قاجار
- محمدحسین فیروز از رجال قاجار
- محمدحسین قشقایی سیاستمدار دوره پهلوی
- محمدحسین حلیمی نقاش و استاد دانشگاه
- محمدحسین سرآهنگ موسیقی‌دان
- محمدحسین جعفریان شاعر، مستندساز جنگ و روزنامه‌نگار
- محمدحسین میثاقی مجری تلویزیونی و گزارشگر فوتبال
- محمدحسین خداپرست بازیکن فوتبال
- محمدحسین معمار بازیکن فوتبال
- محمدحسین محمدیان کشتیگیر آزادکار
- محمدحسین مهرآزما بازیکن فوتبال
- محمدحسین مرادمند بازیکن فوتبال
- محمدحسین کنعانی‌زادگانبازیکن فوتبال